# Powerman 5000
Powerman 5000 – amerykańska grupa muzyczna wykonująca szeroko pojętą muzykę rockową, założona w 1991 roku. Zespół wydał dziesięć albumów, z których ich drugi zatytułowany Tonight the Stars Revolt! z 1999 roku był najlepiej sprzedawanym, jednocześnie znajdując się na 29. pozycji na liście Billboard 200. Wokalista i frontman zespołu – Spider One, jest młodszym bratem innego muzyka metalowego – Roba Zombie.

## Styl zespołu
Wokalista Spider One często podczas piosenek swój śpiew przeplata z mówieniem. Chris Slawecki z AllMusic w recenzji albumu Mega!! Kung Fu Radio zwrócił uwagę na styl wokalny stwierdzając, że „Spider nie śpiewa ani jednego tekstu, tylko wyszczekuje słowa z twardą dostawą staccato”. Teksty utworów zespołu są często campowe oraz odnoszą się do tematów science fiction, tych inspirowanych z magazynów pulpowych. W ich twórczości poruszane są tematy o bogach i potworach, globalnej zagładzie oraz robotach żądnych zniszczeń, a także dotyczących antykonsumpcjonizmu.
Muzyka zespołu jest głównie utrzymana w stylistyce industrial metal. Jest napędzana grą na gitarze w technice staccato, przy wykorzystywaniu sampli elektronicznych. Styl ten został porównany do muzyki granej przez Roba Zombie, starszego brata Spidera One.
Wczesny album zespołu Mega!! Kung Fu Radio prezentował inny styl grupy niż ten, z którego jest powszechnie znany; album zawiera elementy heavy metalu, hard rocka i funku. Album Transform kładł większy nacisk na melodię, zarazem odchodząc od skomputeryzowanych dźwięków z wcześniejszych albumów zespołu, zaś Destroy What You Enjoy charakteryzuje się wyłącznie punkrockowym brzmieniem.

## Muzyka wykorzystana w mediach
Filmy
- Nadbagaż – „Earth vs. Me” (1997)
- Dead Man on Campus – „Organizized” (1998)
- Dziewczyna – „Solid” (1998)
- Narzeczona laleczki Chucky – „The Son of X-51” (1998)
- I stanie się koniec – „Nobody’s Real” (1999)
- Uniwersalny żołnierz: Powrót – „Supernova Goes Pop” (1999)
- Zapasy na śmierć i życie – „Standing 8" (1999)
- Dracula 2000 – „Ultra Mega” (2000)
- Mały Nicky – „When Worlds Collide” (2000)
- Krzyk 3 – „Get On, Get Off” (2000)
- Jailbait – „Good Times Roll” (2000)
- Titan – Nowa Ziemia – „The End Is Over” (2000)
- Ewolucja – „Bombshell” (2001)
- Zoolander – „Relax” (2001)
- Blade: Wieczny łowca II – „Tonight The Stars Revolt!” (2002)
- Ekstremiści – „Danger Is Go!” (2002)
- Freddy kontra Jason – „Bombshell” (2003)
- Supercross – „That’s the Way It Is” (2005)
- Powrót żywych trupów 4 – „That’s the Way It Is”, „Heroes and Villains” and „Last Night On Earth” (2005)
- Powrót żywych trupów 5 – „Where We Belong Tonight”, „Give Me Something I Need” and „Almost Dead” (2005)

Gry komputerowe
- Tony Hawk’s Pro Skater 2 – „When Worlds Collide” (2000)
- Shaun Palmer's Pro Snowboarder – „Bombshell” (2001)
- Gran Turismo 3: A-Spec – „Supernova Goes Pop” (2001)
- Frequency – „Danger Is Go!” (2001)
- NHL Hitz 2003 – „Bombshell” (2002)
- SX Superstar – „Bombshell” (2003)
- NASCAR Thunder 2004 – „Action” (2003)
- NHL Hitz Pro – „Transform” (2003)
- WWE SmackDown! vs. Raw – „Riot Time”, „That’s the Way It Is”, „Bombshell”, „Last Night on Earth” and „When Worlds Collide” (2004)
- WWE WrestleManai 21 – „Last Night on Earth”, „Riot Time” and „That’s the Way It Is” (2005)
- MX vs. ATV Unleashed – „Heroes and Villains” (2005)
- Shadow the Hedgehog – „Almost Dead” (2005)
- SCORE International Baja 1000 – „Bombshell” (2008)
- Tony Hawk’s Pro Skater HD – „When Worlds Collide” (2012)

## Muzycy
| Obecny skład zespołu - Spider One (Michael Cummings) – śpiew (od 1991) - DJ Rattan (Rattan Cayabyab) – perkusja, instrumenty perkusyjne (od 2013) - Murv3 (Murv Douglas) – gitara basowa (od 2015) - Ty Oliver – gitara prowadząca (od 2015) - Taylor Haycraft – gitara rytmiczna (od 2019) |  | Byli członkowie Gitarzyści: - Adam 12 (Adam Williams) – gitara prowadząca (1991–2005) - M33 (Mike Tempesta) – gitara rytmiczna (1998–2004) - Terry Corso – gitara rytmiczna (2005–2007) - Johnny Rock Heatley – gitara prowadząca, wokal wspierający (2005–2007) - Evan 9 (Evan Rodaniche) – gitara rytmiczna, wokal wspierający (2007–2011) - Nick Annis – gitara rytmiczna (na uzupełnienie niektórych koncertów w 2011 roku) - Velkro (Dave Pino) – gitara prowadząca (2007–2012) - Sci55ors (Nick Quijano) – gitara rytmiczna (2012–2016) - Zer0 (Richard Jazmin) – gitara prowadząca (2013–2015) - Jesse Sauve – gitara rytmiczna (na wypełnienie jednej trasy w 2013 roku) - Ryan Hernandez – gitara rytmiczna (2016–2017) - Erik Himel – gitara rytmiczna (na wypełnienie koncertów od 2018 do 2019 roku) Basiści: - Dorian 27 (Dorian Heartsong) – gitara basowa (1991–2001) - Siggy 00 (Siggy Sjursen) – gitara basowa (2002–2008) - X51 (Gustavo Aued) – gitara basowa (2008–2015) Perkusiści: - Al 3 (Allen Pahanish) – perkusja, instrumenty perkusyjne (1991–2001) - GFlash (Gordon Heckaman) – perkusja, instrumenty perkusyjne (2008–2011) - Ad7 (Adrian Ost) – perkusja, instrumenty perkusyjne, wokal wspierający (2001–2008, 2012–2013) - Lamar Lawder – instrumenty perkusyjne (1991–1994) - Jordan Cohen – instrumenty perkusyjne (1994–1998) Inni: - DJ Brian Collymore – gramofony, keyboard (1991–1994) |

Oś czasu

## Dyskografia

### Albumy studyjne
- The Blood-Splat Rating System (1995)
- Mega!! Kung Fu Radio (1997)
- Tonight the Stars Revolt! (1999)
- Anyone for Doomsday? (2001)
- Transform (2003)
- Destroy What You Enjoy (2006)
- Somewhere on the Other Side of Nowhere (2009)
- Copies, Clones & Replicants (2011)
- Builders of the Future (2014)[19]
- New Wave (2017)[20]
- The Noble Rot (2020)